# 필 콜린슨
필립 "필" 콜린슨 (Philip "Phil" Collinson, 1970년 8월 26일 ~)은 영국의 텔레비전 프로듀서이다. 처음엔 배우로 활동하다가 일을 바꾸어 대본 편집자와 《스프링힐》, 《에머데일》을 비롯한 프로그램 작가, 나중에는 《피크 프랙티스》, 《닥터 후》, 《코로네이션 스트리트》의 프로듀서가 되어 방송 제작업계에서 활동해오고 있다. 그의 거주지는 영국 잉글랜드 맨체스터이다.

## 경력
배우로 활동할 당시 친구였던 러셀 T 데이비스가 각본을 맡은 1999년 채널 4 드라마 《퀴어 애즈 포크》에서 콜린스의 출연을 위해 알렉산더 (Alexander)라는 등장인물을 만들었으나, 앤서니 코튼이 오디션을 본 뒤로 데이비스와 제작진들이 해당역에는 코튼 외의 선택지가 없을 정도로 걸맞다고 생각해 출연하지 못했다.
이후 방송 프로듀서로 직업을 전환, BBC에서 여러 드라마의 제작에 나섰다. 코미디 드라마 《린다 그린》, 1950년대 배경의 드라마 《본 앤 브레드》 시즌 1, 스릴러극 《시 오브 소울스》가 이 당시의 대표작이다.
2004년 1월 BBC의 SF 드라마 《닥터 후》의 10번째 프로듀서로 발탁되어 시즌 1부터 제작을 맡게 되었다. 시즌 2를 거쳐 2007년 시즌 3의 제작에도 참여하였다. 또 같은해 방송된 CBBC의 닥터 후 스핀오프 드라마 《사라 제인 어드벤처》의 총괄 프로듀서를 맡았다.
2007년 시즌 3 제작 당시, 휴가를 이유로 "Human Nature" / "The Family of Blood" 에피소드의 프로듀서직을 수지 리가트 (Susie Liggat)에게 넘긴 적이 있었다. 이를 일부 언론보도에서 콜린스가 드라마 제작에서 하차한다는 소식으로 잘못 알려지는 해프닝이 있었는데, 콜린슨은 〈닥터 후 매거진〉 380호의 인터뷰를 통해 "지난해 그 소식이 발표되었을 때, 그러니까 수지가 에피소드 2편의 프로듀서를 맡을 거라는 소식에 완전히 미쳐돌아갔었어요"라면서, "왜냐면 다들 내가 하차하고 그분이 넘겨받은 줄로만 알더라고요. 친구들은 내가 정말로 어디 아픈가보다 했다니까요! 그렇지 않고서야 닥터 후를 왜 하차하겠어요"라며 그때의 소감을 밝혔다. 수지 리가트는 2008년 시즌 4에도 참여하여 에피소드 다섯 편의 프로듀서를 담당하였다.
2008년 2월 1일 BBC는 필 콜린슨이 닥터후의 프로듀서에서 하차하고, BBC 맨체스터의 드라마 국장을 맡게 되었다고 발표하였다. 이는 필 콜린슨만의 하차가 아닌 러셀 T 데이비스를 비롯한 제작진 모두가 시즌 4와 스페셜 시즌을 끝으로 드라마에서 하차한 것이며, 시즌 5부터는 후임으로 스티븐 모팻이 나서 드라마를 이끌게 되었다.
2009년 9월 서울드라마어워즈 최고의 외화드라마 부문에서 닥터 후 시즌 4가 수상하자, 시상식 참석차 방한하였다. 쿠키뉴스와의 인터뷰에서 닥터 후가 넓은 연령대의 시청자층을 확보할 수 있었던 이유를 밝혔다.
2009년 11월에는 ITV의 국민드라마 《코로네이션 스트리트》의 프로듀서직을 맡게 되었다는 소식이 전해졌다. 2010년 7월 필 콜린슨은 킴 크로터의 뒤를 이어 《코로네이션 스트리트》의 신임 프로듀서를 맡아, 2010년 7월 26일 방영분부터 크레딧에 이름을 올리기 시작하였다. 이후 2012년 10월 8일, 오는 《코로네이션 스트리트》의 프로듀서직을 2013년 3월부로 내려놓는다고 밝혔다.
2022년 1월 20일 《닥터 후》에 다시 복귀하여, 러셀 T 데이비스와 한번 더 호흡을 맞추게 되었다.
필 콜린슨은 동성애자로, 2007년 인터뷰에서 닥터 후라는 드라마가 성소수자들에게는 특별함을 선사한다는 소감을 내비친 바 있다. "잉글랜드 북부에서 어린 시절을 보낸 입장에서 게이가 된다는 것은 상상조차 못했지만, 닥터 후는 성별을 초월했던 것 같다. 다른 드라마는 남자가 여자를 쫓는 내용이 부지기수였는데, 닥터 후를 보면 전혀 그런 내용을 다루지 않는다"고 밝혔다.

## 활동

### 작가
- 《에머데일》 (1998년)

### 감독
- 《피크 프랙티스》 (1개 에피소드, 2000년)

### 프로듀서
- 《린다 그린》 (2001년)
- 《본 앤드 브레드》 (7개 에피소드, 2007년~2008년)
- 《시 오브 소울즈》 (7개 에피소드, 2004년)
- 《닥터 후》 (48개 에피소드, 2005년~2008년)
- 《코로네이션 스트리트》 (2010년~2013년)

### 총괄 프로듀서
- 《닥터 후》 (7개 에피소드, 2007년~2008년)
- 《사라 제인 어드벤처》 (11개 에피소드, 2007년)

### 드라마 국장
- BBC 맨체스터 (2008년~2010년)